# Tauala
Tauala es un género de arañas araneomorfas de la familia Salticidae (arañas saltadoras).

## Etimología
Los descubridores afirman que el nombre de Tauala es una combinación aleatoria de letras.

## Especies
Según The World Spider Catalog 12.5:
- Tauala alveolatus Wanless, 1988
- Tauala athertonensis Gardzińska, 1996
- Tauala australiensis Wanless, 1988
- Tauala bilobatus Żabka & Patoleta, 2015
- Tauala daviesae Wanless, 1988
- Tauala elongatus Peng & Li, 2002
- Tauala lepidus Wanless, 1988
- Tauala minutus Wanless, 1988
- Tauala ottoi Żabka & Patoleta, 2015
- Tauala palumaensis Żabka & Patoleta, 2015
- Tauala setosus Żabka & Patoleta, 2015
- Tauala splendidus Wanless, 1988
- Tauala zborowskii Żabka & Patoleta, 2015